# Liste der Kulturdenkmale in Scharbeutz
In der Liste der Kulturdenkmale in Scharbeutz sind alle Kulturdenkmale der schleswig-holsteinischen Gemeinde Scharbeutz (Kreis Ostholstein) und ihrer Ortsteile aufgelistet (Stand: 19. Mai 2025).

## Legende
In den Spalten befinden sich folgende Informationen:
- Objekt-ID: die Nummer des Kulturdenkmales
- Lage: die Adresse des Kulturdenkmales und die geographischen Koordinaten. Kartenansicht, um Koordinaten zu setzen. In der Kartenansicht sind Kulturdenkmale ohne Koordinaten mit einem roten Marker dargestellt und können in der Karte gesetzt werden. Kulturdenkmale ohne Bild sind mit einem blauen Marker gekennzeichnet, Kulturdenkmale mit Bild mit einem grünen Marker.
- Offizielle Bezeichnung: Bezeichnung des Kulturdenkmales
- Beschreibung: die Beschreibung des Kulturdenkmales
- Bild: ein Bild des Kulturdenkmales

## Sachgesamtheiten
| Objekt-ID      | Lage                                                          | Offizielle Bezeichnung                                            | Beschreibung | Bild                             |
| -------------- | ------------------------------------------------------------- | ----------------------------------------------------------------- | --- | -------------------------------- |
| 40779 Wikidata | Am Kirchberg 2, 6, Am Kirchberg (54° 1′ 43″ N, 10° 39′ 52″ O) | Kirche Gleschendorf                                               | Kirche Gleschendorf; Mitte 13. Jahrhundert bis Ende 19. Jahrhundert; Ensemble um die zentrale Kirche mit ihrem Feldsteinturm des 13. Jahrhunderts mit wohl barockem MansardZeltdach, mit Kirchenschiff aus Backstein von 1894 inmitten des eindrucksvollen, von einer Granitböschungsmauer eingefassten und einem Lindenkranz umrahmten Kirchhofs mit der umgebenden Wohnbebauung, dem alten Pastorat von 1812 und dem Wohnhaus Am Kirchberg 6, das nach 1871 entstanden ist, beide im gleichen Typus, traufständige Bauten mit übergiebeltem Mittelzwerchhaus und Schopfwalmdach - Begründung: geschichtlich, künstlerisch, städtebaulich, Kulturlandschaft prägend - Schutzumfang: Kirche mit Ausstattung, Kirchhof mit Grabmale bis 1870, Granitböschungsmauer, Lindenkranz (Am Kirchberg), Altes Pastorat (Am Kirchberg 2), Wohnhaus (Am Kirchberg 6) | weitere Fotos \| Fotos hochladen |
| 38320 Wikidata | Gronenberger Mühle 2 (54° 2′ 21″ N, 10° 39′ 52″ O)            | Gronenberger Mühle                                                | Gronenberger Mühle; 1704 erstmals erwähnt, 1747 erneuert, 1919 nach Brand wiederaufgebaut; eine Reihe ein- bis zweigeschossiger Backsteinbauten mit der Wassermühle, dem angrenzenden Müllerwohnhaus sowie dem Nebengebäude mit unterschiedlichen Dachformen, gelegen am Mühlendamm, der mit Wehr und Brüstungen den Mühlenteich staut, mit Ablaufkanal - Begründung: geschichtlich, städtebaulich, Kulturlandschaft prägend - Schutzumfang: Wassermühle, Müllerwohnhaus, Mühlenteich, Nebengebäude, Ablaufkanal, Mühlendamm mit Wehr und Brüstungen | weitere Fotos \| Fotos hochladen |
| 45385          | Kammerweg (54° 0′ 47″ N, 10° 45′ 33″ O)                       | Friedhofskapelle mit Gedenkanlage für die Opfer beider Weltkriege | Friedhofskapelle mit Gedenkanlage für die Opfer beider Weltkriege; 1962, Gartenarchitekt Karl von Schierstedt, Künstler Karlheinz Goedtke, Kapelle Architekt Hesske und Bauamt der Gemeinde Haffkrug-Scharbeutz, Stirnwandgestaltung Otto Wulk; Anlage mit Kapelle und Außenwandmosaik, darauf zulaufend ein geschwungener Weg, flankiert von sechs in den Rasen eingelassenen Gedenkplatten für verschiedene Opfergruppen, Gefallene und Vermisste der beiden Weltkriege - Begründung: geschichtlich, künstlerisch, städtebaulich - Schutzumfang: Friedhofskapelle mit Glockenturm, Pergola; Gedenkanlage für die Opfer beider Weltkriege mit Wandmosaik, sechs Kissensteine | BW                               |

## Gründenkmale
| Objekt-ID      | Lage                                                   | Offizielle Bezeichnung        | Beschreibung | Bild                             |
| -------------- | ------------------------------------------------------ | ----------------------------- | --- | -------------------------------- |
| 20890 Wikidata | Am Kirchberg (54° 1′ 43″ N, 10° 39′ 52″ O)             | Kirchhof                      | Alteintragung (Aktualisierung vorgesehen) - Begründung: geschichtlich, Kulturlandschaft prägend - Schutzumfang: Kirchhof, Grabmale bis 1870, Granitböschungsmauer, Lindenkranz - Denkmaltyp: Gründenkmal, Sachgesamtheit: Kirche Gleschendorf | Fotos hochladen                  |
| 9640 Wikidata  | Seestraße/Klingenberg 30 (54° 1′ 29″ N, 10° 41′ 53″ O) | Terrassengarten               | Der Terrassengarten wurde nach Plänen von Harry Maasz errichtet. Alteintragung (Aktualisierung vorgesehen) - Begründung: geschichtlich, künstlerisch, Kulturlandschaft prägend - Schutzumfang: gesamtes Objekt - Denkmaltyp: Gründenkmal | Fotos hochladen                  |
| 45241          | Waldweg (54° 3′ 8″ N, 10° 44′ 13″ O)                   | Friedhof Gronenberg-Neukoppel | Friedhof für 1128 Opfer der Cap Arcona- und Thielbek-Katastrophe vom 3. Mai 1945; 1950er Jahre; teils terrassierte Anlage auf dreieckigem Grundriss, monumentales Holzkreuz, davor Gedenkplatte und langgestreckte Grabreihen zwischen Heckenanpflanzungen, zwei Zugangspforten - Begründung: geschichtlich, Kulturlandschaft prägend - Schutzumfang: gesamtes Objekt - Denkmaltyp: Gründenkmal | weitere Fotos \| Fotos hochladen |

## Quelle
- Liste der Kulturdenkmale in Schleswig-Holstein – Kreis Ostholstein (PDF)

- Karte mit allen Koordinaten:
- OSM |
- WikiMap